# Велика награда Холандије
Велика награда Холандије ( хол. Grote Prijs van Nederland ) је трка Формуле 1 која се одржавала на стази Зандворт, Северна Холандија, Холандија, од 1950. до 1985. и од 2021. надаље. Била је део светског шампионата од 1952. године и два пута је била Велика награда Европе, 1962. и 1976. године, када је ова титула била почасни назив који се сваке године давао једној трци за Велику награду Европе.

## Историја

### Оригинална стаза
Град Зандворт се налази у динама обале Северног мора у Северној Холандији, пола сата западно од холандске престонице Амстердама, а сама стаза се налази одмах поред плаже. Било је мањих трка на уличним стазама у граду 1930-их, али се показало да је немачка инвазија на Холандију била срећа за локално становништво. У настојању да спречи слање његових суграђана у Немачку да раде, легенда каже да је градоначелник Зандворта убедио Немце да им дозволе да изграде прави пут кроз дине низ које би Немци могли да одржавају импресивне параде након победе. Ово је касније повезано са другим путевима који су коришћени за приступ положајима обалске одбране.
После рата неки од ових путева су проширени и повезани заједно и стаза за трке је дизајнирана, не како легенда каже од стране Џона Хугенхолца, већ групе званичника из Краљевског холандског мотоциклистичког удружења, уз савет Семи Дејвиса на Бентли бојсу, који је освојио 24 сата Ле Мана 1927. Прва трка је одржана 1948. под називом Велика награда Зандворта. Освојио га је тајландски принц Бира у старом Масератију. На такмичењу 1949. победио је Луиђи Вилорези за Ферари. Следеће године догађај је постао познат као Велика награда Холандије. Догађаји 1950. и 1951. одржани су као нешампионске трке Формуле 1, а Луис Розије је победио обе године.
1952. је била година када је Велика награда Холандије била део трећег светског шампионата Формуле 1, ову и трку следеће године победио је италијан Алберто Аскари. Трка није одржана 1954. године због недостатка новца за одржавање трке, и 1955. је била још једна демонстрација Мерцедес-Бензове доминације, са Аргентинцем Хуаном Мануелом Фанхом и британац Стирлинг Моса који су доминирали у поступку. Мос је помно пратио Фанхија целим путем. Трке 1956. и 1957. су отказане због очигледног недостатка новца, који је индиректно узрокован Суецком кризом 1956–1957. Велику награду Холандије 1958. освојио је Мос у Ванволу. 1959. швеђанин Џо Бониер је победио у свом једином шампионату Формуле 1, а 1960. је Дан Гурнеи доживео несрећу и један гледалац је погинуо, трку је победио Џек Брабам у Куперу.
Од 1963. до 1965. године британац Џим Кларк је победио на сва три такмичења, а 1967. је представљен Лотус 49 са својим потпуно новим Форд-Косворт ДФВ мотором. ДФВ је победио на свом дебију са Кларком, овај мотор је постао најуспешнији међу приватним тимовима до 1985. На догађају из 1970. године наследник 49-е, 72, је свеобухватно победио са Џохеном Риндтом за воланом. Међутим, догодила се трагедија током трке. Британац Пирс Куриџ, који је возио за Френка Вилијамса, тешко се сударио у близини озлоглашено брзог угла Тунел Ост након што је точак одлетео и ударио га у главу, што га је убило. Ауто, у коме је још увек био Куриџ, затим се запалио и изгорео до темеља. На догађају из 1971. Џеки Икс је победио у Ферарију након живахне битке са мексиканцем, Педром Родригезом у БРМ-у под условима натопљеним кишом. Није било трке 1972. Првобитно је то било у календару те године, али су возачи одбили да се тркају у Зандворту, јер су објекти и услови стазе били застарели са тркама у то време.

### Поновно реновирање стазе
Зандворт је био значајно измењен током свог одсуства из календара. Био је обложен заштитном оградом и аутомобили су били заштићени од пешчаних дина и препрека на стази. Изграђене је нови пит, а стаза је такође видела шикану постављену испред Босита, веома брзог угла који је ишао право у пит. За трку 1973. године, као индиректна прослава уложених напора, тог викенда владала је посебна атмосфера и сви су били срећни, а посебно организатори. Али окрутним преокретом судбине, та трка је требала бити још једна црна мрља на Зандвортовој историји и репутацији. У трци за коју се сматрало да је једна од најбоље организованих до сада, у ствари је била неорганизованост и потпуни недостатак јасне комуникације који би на крају били одговорни за оно што ће се догодити. У осмом кругу трке, британац Роџер Вилијамсон (у само својој другој трци Формуле 1) се тешко сударио у близини тунела Ост и његов аутомобил се запалио док је стругао по асфалту. Вилијамсон је био неповређен током судара али време је истицало, није могао да се ослободи из аута. Вилијамсонов земљак Дејвид Перли стао је поред њега, прешао стазу и отрчао до горућег марта. Перли је узалуд покушавао да окрене аутомобил усправно. Чинило се да је било довољно времена да се ауто исправи и извуче Вилијамсон, али колико год очајнички покушавао, Перли то није био у стању да уради сам, а редари, који нису носили комбинезоне отпорне на ватру, нису били у стању и нису хтели да помогну због велике врућине. Контрола трке је претпоставила да се сударио Перлијев аутомобил и да је возач побегао неповређен. Многи возачи који су видели Перлија како им махне да стану претпоставили су да је покушавао да угаси ватру из сопственог аутомобила, након што је безбедно изашао из њега, и стога нису знали да је умешан други возач. Као резултат тога, трка се наставила пуним темпом док је Перли очајнички покушавао да спаси живот Вилијамсона. Због групе званичника трке који су стајали око Вилијамсоновог запаљеног аутомобила не чинећи апсолутно ништа да помогну, па чак и ометају ситуацију (одбацивањем апарата за гашење пожара који је Перли користио преко ограде и низ падину), ово није функционисало, а Вилијамсон није умро од опекотина коже али јесте од гушења. Перли је касније награђен Џорџ медаљом за своје поступке. Трку је победио возач Тајрела Џеки Стјуарт (који је тог викенда оборио рекорд Џима Кларка за највећи број победа у тркама у каријери), а његов сувозач Франсоа Северт завршио је 2. али никоме се није дало славити, био је то један од најмрачнијих тренутака у историји спорта.
1974. године је поново настајући Ферари тим доминирао, а аустријанац Ники Лауда је победио, а 1975. је британац Џејмс Хант победио у својој првој шампионској трци Формуле 1 у свом Хескету. 1976. је Хант поново победио док се Лауда опорављао од ужасне несреће на Нирбургрингу. 1977. је вероватно остала упамћена по инциденту између Ханта и американца Марија Андретија. Андрети је амбициозно покушао да прође Ханта на Тарзановом углу од 180 степени, два аутомобила су се додирнула и оба су испала из трке. Андрети је победио у трци 1978. уједно и његова последња победа у Формули 1. Године 1979. дошло је до промене на стази како би успорили аутомобили који су долазили у тунел Ост, тамо је постављена брза привремена шикана. Канађанин Жил Вилнев се тамо сидарио док се жестоко борио са аустралијанцем Аланом Џоунсом и оштетио његово лево задње вешање. Али он је наставио и на почетку следећег круга поново отишао код Тарзана. Одбијајући да одустане, Вилнев је, на шок многих, извезао свој Ферари из блатњавог подручја и вратио се на стазу. Отприлике на пола пута, аутомобил је вукао леви задњи наплатак и точак са потпуно разбијеним огибљењем што је учинило Ферари готово немогућим за вожњу. Вилнеуве, показујући своју сада већ легендарну контролу аутомобила, вратио се у бокс без судара или одласка и повукао се из трке. Трку је освојио Џонс. Године 1980. је шикана уклоњена и замењена споријом шиканом пре тунела Ост. 1981. била је велика битка између француза Алена Проста у Реноу и Џонса у Вилијамсу. Прост је дошао на прво место и победио. На такмичењу 1982. победио је француз Дидије Пирони у Ферарију, његов земљак Рене Арноук доживео је ужасан судар на крају пита право у Тарзана, предње вешање се покварило на његовом Реноу са ефектом приземљења и он је отишао у баријере, срећом остао је неповређен. 1983. је била битка између шампиона Проста и бразилца Нелсона Пикеа. Прост је покушао да престигне Пикеа код Тарзана, али је француз одбио Пикеа и Прост се убрзо потом сударио. Прост је победио са пола 1984. 1985. Лауда је однео своју 25. и последњу победу на трци, док је при крају трке задржавао свог сувозача из Макларена Проста који је био у нападу.
1985. је била последња трка, пошто је компанија која је водила стазу (КЕНАВ) престала пословати, означавајући крај старог Зандворта. Стаза, у власништву општине Зандворт, није коришћена неко време, а део терена, отприлике половина стазе је продата 1987. године Вендораду, тадашњем градитељу бунгалова парка. Стаза је на крају редизајнирана и још увек се користи за друге дисциплине мото спорта.

### 2021–
Дана 14. маја 2019. најављена је Велика награда Холандије на стази Зандворт за календар Формуле 1 2020. У марту 2020. повратак догађаја је одложен као одговор на пандемију ковид19, касније је потпуно отказан са повратком на догађај планираним за 2021. годину, а победу је однео Макс Верстапен.

## Победници Велике награде Холандије

### Поновљени победници (возачи)
Ружичаста позадина означава догађај који није био део светског шампионата Формуле 1.
| Победе | Возач          | Године победе          |
| ------ | -------------- | ---------------------- |
| 4      | Џим Кларк      | 1963, 1964, 1965, 1967 |
| 3      | Џеки Стјуарт   | 1968, 1969, 1973       |
| 3      | Ники Лауда     | 1974, 1977, 1985       |
| 2      | Луис Рожие     | 1950, 1951             |
| 2      | Алберто Аскари | 1952, 1953             |
| 2      | Џек Брабам     | 1960, 1966             |
| 2      | Џејмс Хант     | 1975, 1976             |
| 2      | Ален Прост     | 1981, 1984             |
| Извор: |                |                        |

### Поновљени победници (конструктори)
Ружичаста позадина означава догађај који није био део светског шампионата Формуле 1.
Тимови означени подебљаним словима такмиче се у шампионату Формуле 1 у текућој сезони.
| Победе | Конструктор | Године победе                                  |
| ------ | ----------- | ---------------------------------------------- |
| 8      | Ферари      | 1952, 1953, 1961, 1971, 1974, 1977, 1982, 1983 |
| 6      | Лотус       | 1963, 1964, 1965, 1967, 1970, 1978             |
| 3      | Макларен    | 1976, 1984, 1985                               |
| 2      | Талбот-лаго | 1950, 1951                                     |
| 2      | БРМ         | 1959, 1962                                     |
| 2      | Матра       | 1968, 1969                                     |
| 2      | Брабам      | 1966, 1980                                     |
| Извор: |             |                                                |

### По години
Све ВН Холандије одржане су у Зандворту.
Ружичаста позадина означава догађај који није био део светског шампионата Формуле 1.
| Година      | Возач              | Конструктор  |
| ----------- | ------------------ | ------------ |
| 1950        | Луис Рожие         | Талбот-лаго  |
| 1951        | Луис Рожие         | Талбот-лаго  |
| 1952        | Алберто Аскари     | Ферари       |
| 1953        | Алберто Аскари     | Ферари       |
| 1954        | Није одржано       | Није одржано |
| 1955        | Хуан Мануел Фанхио | Мерцедес     |
| 1956 – 1957 | Није одржано       | Није одржано |
| 1958        | Стирлинг Мос       | Ванвел       |
| 1959        | Џо Бониер          | БРМ          |
| 1960        | Џек Брабам         | Купер        |
| 1961        | Волфганг вон Трипс | Ферари       |
| 1962        | Грејам Хил         | БРМ          |
| 1963        | Џим Кларк          | Лотус        |
| 1964        | Џим Кларк          | Лотус        |
| 1965        | Џим Кларк          | Лотус        |
| 1966        | Џек Брабам         | Брабам       |
| 1967        | Џим Кларк          | Лотус        |
| 1968        | Џеки Стјуарт       | Матра        |
| 1969        | Џеки Стјуарт       | Матра        |
| 1970        | Џохен Ринт         | Лотус        |
| 1971        | Џеки Икс           | Ферари       |
| 1972        | Није одржано       | Није одржано |
| 1973        | Џеки Стјуарт       | Тајрел       |
| 1974        | Ники Лауда         | Ферари       |
| 1975        | Џејмс Хант         | Хескет       |
| 1976        | Џејмс Хант         | Макларен     |
| 1977        | Ники Лауда         | Ферари       |
| 1978        | Марио Андрети      | Лотус        |
| 1979        | Ален Џонс          | Вилијамс     |
| 1980        | Нелсон Пике        | Брабам       |
| 1981        | Ален Прост         | Рено         |
| 1982        | Дидијер Пирони     | Ферари       |
| 1983        | Рене Арноук        | Ферари       |
| 1984        | Ален Прост         | Макларен     |
| 1985        | Ники Лауда         | Макларен     |
| 1986 – 2020 | Није одржано       | Није одржано |
| 2021        | Макс Верстапен     | Ред бул      |
| Извор:      |                    |              |